# Brüggen (Leine)
Brüggen (Leine) este o comună din landul Saxonia Inferioară, Germania.
1. ↑  GeoNames